# Ardloughnabrackbaddy
Ardloughnabrackbaddy (irl. Ard Loch na mBreac Beadaí) – szczyt górski w hrabstwie Donegal, osiąga wysokość 603 m n.p.m.

## Geografia
Położony jest nieopodal niewielkiego jeziora Loughnabrackbaddy. Środkowy i trzeci pod względem wielkości szczyt łańcucha górskiego Seven Sisters, siedmiu sióstr, będącego częścią  masywu górskiego Derryveagh. Pozostałe szczyty Seven Sisters, to Muckish, Crocknalaragagh, Aghla Beg, Aghla More, Mackoght i Errigal.